# RYB

Substraktivní mísení RYB

RYB (zkratka červená–žlutá–modrá) je historický model subtraktivního míchání barev a je běžně používanou sadou základních barev. Je primárně používán při výuce umění a počítačové grafiky.
RYB předcházelo moderní vědecké teorii barev, která stanovila, že azurová (cyan), purpurová (magenta) a žlutá (yellow) jsou nejvhodnější trojicí barviv pro mísení co možná nejširší škály vysokokontrastních barev.

## Barevný kruh

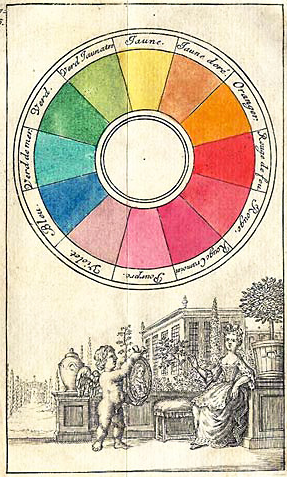
Barevný kruh Clauda Bouteta z roku 1708 používá stejné názvy primárních a sekundárních barev jako moderní RYB barevné kruhy.

RYB (červená–žlutá–modrá) tvoří primární trojici barev ve standardním uměleckém barevném kruhu. Sekundární barvy fialová–oranžová–zelená tvoří další trojici. Trojice jsou tvořeny třemi rovnoměrně vzdálenými barvami na zvoleném barevném kruhu.
Další běžné barevné kruhy představují model RGB a model CMYK (pro tisk).